# Concession de plage
 (août 2022).
La mise en forme du texte ne suit pas les recommandations de Wikipédia : il faut le « wikifier ».
Les points d'amélioration suivants sont les cas les plus fréquents :
- Les titres sont pré-formatés par le logiciel. Ils ne sont ni en capitales, ni en gras.
- Le texte ne doit pas être écrit en capitales (les noms de famille non plus), ni en gras, ni en italique, ni en « petit »…
- Le gras n'est utilisé que pour surligner le titre de l'article dans l'introduction, une seule fois.
- L'italique est rarement utilisé : mots en langue étrangère, titres d'œuvres, noms de bateaux, etc.
- Les citations ne sont pas en italique mais en corps de texte normal. Elles sont entourées par des guillemets français : « et ».
- Les listes à puces sont à éviter, des paragraphes rédigés étant largement préférés. Les tableaux sont à réserver à la présentation de données structurées (résultats, etc.).
- Les appels de note de bas de page (petits chiffres en exposant, introduits par l'outil «  Source ») sont à placer entre la fin de phrase et le point final[comme ça].
- Les liens internes (vers d'autres articles de Wikipédia) sont à choisir avec parcimonie. Créez des liens vers des articles approfondissant le sujet. Les termes génériques sans rapport avec le sujet sont à éviter, ainsi que les répétitions de liens vers un même terme.
- Les liens externes sont à placer uniquement dans une section « Liens externes », à la fin de l'article. Ces liens sont à choisir avec parcimonie suivant les règles définies. Si un lien sert de source à l'article, son insertion dans le texte est à faire par les notes de bas de page.
- La présentation des références doit suivre les conventions bibliographiques. Il est recommandé d'utiliser les modèles {{Ouvrage}}, {{Chapitre}}, {{Article}}, {{Lien web}} et/ou {{Bibliographie}}. Le mode d'édition visuel peut mettre en forme automatiquement les références.
- Insérer une infobox (cadre d'informations à droite) n'est pas obligatoire pour parachever la mise en page.

Pour une aide détaillée, merci de consulter Aide:Wikification.
Si vous pensez que ces points ont été résolus, vous pouvez retirer ce bandeau et améliorer la mise en forme d'un autre article.
Les concessions de plage en droit français font partie de la branche du droit du domaine public. 

## Définitions
Une concession désigne l'action de concéder un droit, une terre, etc., et par extension, ce droit, cette terre.
En droit, Les concessions de plage sont des concessions domaniales particulières, dont elles sont l’élément constitutif du domaine public maritime de l’État. C’est un contrat administratif par lequel l’État exerçant un certain pouvoir sur un bien du domaine public – en l’occurrence, la plage – concède à un usager déterminé l’occupation temporaire de ce bien de manière durable. Selon l’article L321-9 du code de l'environnement « Les concessions de plage sont accordées dans les conditions fixées à l'article L. 2124-4 du code général de la propriété des personnes publiques. Elles préservent la libre circulation sur la plage et le libre usage par le public d'un espace d'une largeur significative tout le long de la mer ».

### 1.1 Étendue de la concession de plage: absence de définition juridique des plages.
Le 18 septembre 2007, le Ministère chargé de l’Écologie, Développement et Aménagement durable a défini la plage comme étant « des parcelles en bord de mer qui sont recouvertes, par intermittence, totalement ou partiellement par les flots. Leur sol est généralement recouvert de sable, de graviers ou de galets.”  Leur délimitation s’appuie sur des limites géographiques ou géologiques naturelles (embouchures de fleuves, zones rocheuses...) ou anthropiques (ports...). Elles font partie du domaine public de l’État et correspondent au rivage de la mer, lequel est constitué par « tout ce qu'elle couvre et découvre jusqu'où les plus hautes mers peuvent s'étendre en l'absence de perturbations météorologiques exceptionnelles », faisant suite à l’ordonnance Colbert de 1681. Cette définition fut complétée par les « lais et relais » qui sont les terrains que la mer en retirant laisse découvert de manière permanente, ou encore les terrains artificiellement soustraits à l'action des flots. 
En conséquence, ces plages sont soumises aux principes du de la domanialité publique : l’inaliénabilité (L3111-1 CG3P et édit de Moulins de 1566) et l’imprescriptibilité (CE, 13 octobre 1967, Cazeaux). De ce fait, elles ne peuvent faire l’objet d’une appropriation privée et les piétons ont le droit de les parcourir. 

### 1.2 Historique et enjeux
C’est par la loi du 20 décembre 1872 que les concessions de plages furent consacrées, le législateur autorisant l’État à louer des parties de plages afin d’y exploiter des “bains de mer”.
Est reconnu dans un arrêt du Conseil d’État du 19 mai 1858, dit arrêt Vernhes, le principe d’utilisation gratuite et de libre accès aux plages en France,  qui s’inspire du principe d’utilisation gratuite et de libre accès des plages en France de L’ordonnance Colbert de 1681 « Faisant défense à toutes personnes de bâtir sur les rivages de la mer, d'y planter aucuns pieux ni faire aucuns ouvrages qui puissent porter préjudice à la navigation, à peine de démolition des ouvrages, de confiscation des matériaux et d'amende arbitraire”. 
Par principe, le domaine public maritime ne peut faire l’objet d’aucune privatisation. Toutefois, la plage est un espace où se rencontrent plusieurs enjeux contradictoires : la préservation d’un cadre naturel, et le développement de services contribuant à l’attractivité économique des communes balnéaires. Ainsi, des privatisations exceptionnelles et à titre précaire sont envisageables : les concessions de plage. 
La loi relative à l’aménagement, la protection et la mise en valeur du littoral du 3 janvier 1986 dite “loi littoral” réaffirme le principe fondamental de l’usage libre et gratuit par le public aux plages (cf. CE 1858) pour les rivages de la mer ou des lacs de plus de 1 000 hectares, afin d’empêcher la privatisation des espaces littoraux. Tel que l'annonçait la loi littoral dans son article 30 “L'usage libre et gratuit par le public constitue la destination fondamentale des plages au même titre que leur affectation aux activités de pêche et de cultures marines.” Cette loi permet à l’État d’accorder des concessions sur le littoral portant sur une durée et une surface limitée. Pour cela, elle a organisé ces espaces fragiles que sont la plage et le littoral en articulant à la fois leur libre accès, la protection du patrimoine naturel et le renforcement de l’attractivité. En premier lieu, elle a imposé des règles urbanistiques qui sont restées appliquées et ont démontré leur efficacité : communément appelée la “bande des 100 m”, en deçà desquelles aucune construction ne peut être faite à partir du bord de mer [parmi d’autres].
C’est par cette loi que le régime juridique des concessions de plage a pu se développer en deux temps : la concession du domaine public par l’État à une commune, et le cas échéant, à des candidats privés, qui peuvent en tant que “concessionnaire”, eux-mêmes l’exploiter ou sous-traiter l’exploitation à des personnes publiques/privées en contrepartie du versement de redevances, appelés « sous-traités d’exploitation » ou encore «sous- concessions». 
Aujourd’hui, les concessions de plage sont réglementées par le Décret no 2006-608 du 26 mai 2006, pris à l’initiative des services du ministère de l’écologie, du développement durable et de l’énergie, clarifiant le rôle de l’État et des Collectivités Territoriales dans la gestion des plages. En conséquence, un tel espace ne peut être “privatisé” en dehors de la réglementation prévue. Ce décret a été abrogé et remplacé par le Décret no 2011-1612 du 22 novembre 2011. 
La Directive « services de l’UE », du 12 décembre 2006, vise à lever les obstacles au commerce de services dans l’Union Européenne. Elle simplifie les conditions dans lesquelles un prestataire de services d’un État membre peut opérer dans un autre État membre, et prévoit que l’octroi de concessions balnéaires passe par des appels d'offres publics. Ainsi, le renouvellement automatique des concessions enfreindrait la directive européenne sur les services.

## Mécanismes

### 2.1 Régime juridique des concessions de plage et des sous-traités d'exploitation

#### Conditions
Pour être conformes, les concessions doivent répondre aux conditions cumulatives suivantes : 
- Sur l’objet :  “L'État peut accorder sur le domaine public maritime des concessions ayant pour objet l'aménagement, l'exploitation et l'entretien de plages.” Le concessionnaire peut installer des activités “destinées à répondre aux besoins du service public balnéaire[12]”, compatibles avec le paysage environnant, et les activités usuellement prévues sur un tel domaine.

- Sur le type d’installation : la règle de non-emprise définitive au sol : Le décret de 2006 interdit les constructions en "dur" qui doivent être démolies. Ne sont permises que les installations transportables ou démontables ne présentant aucun élément de nature à les ancrer durablement dans le sol, conçus de manière que leur enlèvement permette le retour à l’état initial du site, à l’exception des installations sanitaires publiques/postes de sécurité, qui peuvent donner lieu à des implantations fixes.

- Sur la durée : Par principe, les exploitants ne peuvent s’installer que pour une durée maximale de 6 mois. Par dérogation, la durée peut être allongée à 8 mois pour les stations classées au sens de l’article L133-11 et suivants du code du tourisme, sur délibération motivée du conseil municipal de la commune concernée. De plus, pour les communes bénéficiant d’une fréquentation touristique en dehors de la saison balnéaire au sens de l’article L311-7 du code du tourisme, “possédant un office de tourisme classé 4 étoiles depuis plus de 2 ans et justifiant de l’ouverture par jour en moyenne de plus de 200 chambres d'hôtels classés entre le 1er décembre et 31 mars” ,il est possible de maintenir les installations à l’année soit 12 mois.

- Sur le taux d’occupation maximal : Les installations ne peuvent s’établir que sur une partie délimitée du domaine public. La réglementation fixe un taux d’occupation qui diffère selon qu'il s’agisse d’une plage naturelle ou artificielle, revu à la baisse depuis l’entrée en vigueur du décret de 2006 : le taux d’occupation maximal des plages naturelles passe de 30 % à 20 % (du linéaire et de la surface), et celui des plages artificielles passe de 75 % à 50 %. Une servitude de 3 mètres est laissée entre  le rivage et l’établissement présent sur le domaine.

Enfin, la politique générale de ces concessions doit aussi être conciliée avec la destination fondamentale des plages qui est celui de l’usage libre et gratuit par le public, qui ne peut être remit en cause que s’ils sont “justifiés par des raisons de sécurité, de défense nationale ou de protection de l’environnement nécessitent des dispositions particulières”. 
La concession est attribuée par autorisation préfectorale ou municipale en contrepartie du paiement d’une redevance. Elle présentent donc la particularité d’être une délégation de service public (cf CE 21 juin 2000) , impliquant des obligations et des contraintes de la part de la personne publique/privée qui en bénéficie. Les contraintes imposées au sous-traitant sont les mêmes que celles imposées au concessionnaire primaire :

#### Obligations
Il est nécessaire d’assurer l’entretien des lieux, le respect des règles environnementales en vigueur, ainsi que la sécurité des baigneurs. Le préfet peut leur imposer de prendre des mesures pour la conservation du domaine public maritime sans contrepartie financière. 

#### Contraintes
L’accès des piétons à la plage doit rester libre, sauf motifs de sécurité, défense nationale ou de protection de l’environnement. De plus, le stationnement des véhicules terrestres à moteur reste interdit sauf les véhicules de secours, de police et d’exploitation. Le concessionnaire/ sous-concessionnaire ne peut réclamer d'indemnité à l'encontre de l'État du fait de la modification de l'état de la plage ou de dégâts aux installations du fait d’un phénomène naturel. 
Le décret de 2006 dispose que l’État conserve une clause de résiliation unilatérale de la concession. Par conséquent, le sous-concessionnaire y est aussi sujet automatiquement.

### 2.2 Procédure

#### Procédure d'attribution des concessions de plage
Lorsque le préfet souhaite concéder/renouveler une concession, ou est saisi d’une demande n’émanant pas de la commune/groupement de communes, il en informe ces dernières. Celles-ci,  prioritaire pour obtenir les concessions ouvertes par l’État, disposent d’un délai de 2 mois pour faire valoir leur droit de priorité. Si la commune ne décide pas d’exercer son droit de priorité ou ne le fait pas dans le délais déterminé, l'attribution est soumise à la procédure prévue à l'article 38 de la loi du 29 janvier 1993 ainsi qu’au principe d’égalité et de non discrimination. Le  titulaire/gestionnaire du domaine public  (en l'occurrence l’État) devra mettre en concurrence les personnes intéressées. 
Le concessionnaire est soumis à certaines obligations pendant la durée de la concession : Notamment, il doit présenter chaque année à l'État, dans les formes prévues par la loi du 29 janvier 1993 un rapport comportant les comptes financiers (investissement, fonctionnement, opérations afférentes à la concession de la plage, analyse du fonctionnement de la concession au regard de l'accueil du public et de la préservation du domaine), ainsi que des rapports mentionnés aux articles  R. 2124-31 et R. 2124-32.
Le concessionnaire peut, s’il le souhaite, confier la gestion de parcelles à des personnes publiques ou privées, par le biais d’un contrat de sous-concession, suivant une procédure prévue par le décret de 2006 (remplacé par le décret de 2011), conformément à l’arrêt du 5 décembre 2019.

#### Procédure d'attribution des sous-traités d'exploitation
Les sous-traités d’exploitation, ou sous-concessions de plage, sont la possibilité offerte aux collectivités bénéficiaires de la concession primaire de faire exploiter des parties de plage par des personnes publiques mais aussi personnes privées, appelés aussi les “paillottes” ou “plagistes”. 
Interdépendance. Selon l’article R2124-14, le concessionnaire peut confier tout ou partie des activités mentionnées à l’article R2124-13, ainsi que la perception de recettes correspondantes. Les activités mentionnées à ce titre sont les mêmes que pour les concessions. À noter que “Dans ce cas, le concessionnaire demeure personnellement responsable, tant envers l'État qu'envers les tiers, de l'accomplissement de toutes les obligations de surveillance, d'équipement, de conservation et d'entretien que lui impose le contrat de concession”, ce qui signifie implicitement que la responsabilité n’est pas déléguée entièrement au sous-traitant. De plus, une convention d’exploitation ne peut dépasser la durée de la concession. Ainsi, la date d'échéance de la concession marque automatiquement la fin de la sous-concession. 
Loi du 27 février 2002 a modifié l'article L. 321-9 du code de l'environnement relatif aux plages. Il soumet à publicité préalable et mise en concurrence les dévolutions de concessions de plage à toute autre personne publique ou privée que les communes ainsi que les éventuels sous-traités accordés par les concessionnaires.
Le sous-traitant obtient la qualité d’occupant privatif du domaine public et de délégataire du service public du domaine maritime. Une sous-concession de plage ne peut être consentie au motif exclusif d’exploitation commerciale de la plage. Les clauses de concession et de sous-concessions ne sont pas constitutives de droit réel. 

#### Résiliation
“Les concessions de plage peuvent être résiliées sans indemnité à la charge de l'État, par décision motivée du préfet, après mise en demeure et après que le concessionnaire a été mis en mesure de présenter ses observations, en cas de manquement du concessionnaire à ses obligations ”pour les motifs prévus à l’article R2124-35. 
“Les conventions d'exploitation peuvent être résiliées sans indemnité à la charge du concessionnaire, par décision motivée de ce dernier, après mise en demeure et après que le sous-traitant a été mis en mesure de présenter ses observations, en cas de manquement du sous-traitant à ses obligations.” pour les motifs prévus à l’article R2124-36.

### 2.3 Limites et menaces des concessions/sous-concessions
L’évolution récente de la réglementation en matière urbanistique rend compte d’une orientation en faveur de la protection de l’environnement. En effet, l’article L121-5 du code de l’urbanisme a récemment été modifié par le décret no 2019-482 du 21 mai 2019 relatif aux aménagements légers autorisés dans les espaces remarquables ou caractéristiques du littoral et des milieux nécessaires au maintien des équilibres biologiques, applicable dès 2022.  
Notamment, il fixe la liste limitative des aménagements légers autorisés dans les espaces remarquables ou caractéristiques du littoral sous réserve que « leur aspect et leur localisation ne participent pas à dénaturer les caractéristiques du ou des sites, ne viennent pas en contradiction avec la préservation du ou des milieux, et ne portent pas atteinte à la préservation du ou des milieux.” En sont exclus les concessions de plage, notamment la restauration. Il est ainsi proposé de déplacer les concessions concernées sur des « espaces moins remarquables », afin de « préserver un espace naturalisé ». De ce fait, 37 des 80 km du littoral héraultais sont concernés par la nouvelle réglementation soit 36 établissements. 

### 2.4 Contentieux relatifs aux concessions de plage
CE 23 mai 1958 Consorts Amoudruz :
Une commune qui confie l’exploitation du service des bains à une personne privée et la charge de l’exécution de diverses mesures spécifiées dans la convention en vue de la protection des baigneurs qu'ils soient ou non usagers du service public des bains, ne saurait s'agissant de l'accomplissement d'une mission afférente à l'exercice de la police municipale, se dégager de la responsabilité qu'elle peut encourir directement envers la victime d'un accident ou envers ses ayants cause, du fait de l'existence d'une faute lourde commise dans l'exécution desdites mesures.
CE 21 juin 2000, SARL Plage « Chez Joseph », RFDA 2000. 802 :
Le contrat relatif à l'équipement, l'entretien et l'exploitation d'une plage dans l'intérêt du développement d'une station balnéaire est une délégation de service public.
CE 8 juin 2005, M. Tomaselli, Commune de Ramatuelle, req. no 255987
L'annulation par le juge d'une délibération refusant de prolonger un contrat portant occupation du domaine public, conclu dans le cadre d'une concession de plage, a pour effet de rendre illégales les décisions, prises sur le fondement de cette délibération, et prescrivant à l'occupant du domaine de quitter les lieux et de les rétablir à l'état naturel.
CE, 12 mars 2021, Sté Hôtelière d’Exploitation de la Presqu’île & Jean-Noël M. ; req. 443392 :
L’usage d’équipements de plage, que ceux-ci appartiennent aux personnes qui les utilisent ou à une société qui les aurait disposés sur la plage dans le cadre d’une activité économique, n’excède pas le droit d’usage sur la plage “dès lors qu’il est utilisé sous leur responsabilité, pour la seule durée de leur présence sur la plage et qu’il est retiré par leurs soins après utilisation”. 
CE du 9 juin 2020 436922 :
Le Conseil d’État reconnaît qu’une collectivité territoriale peut lancer une procédure de mise en concurrence relative à une concession de plage, alors même qu’elle n’est pas encore compétente, n’étant pas encore officiellement concessionnaire lorsqu’elle a engagé la consultation destinée à la conclusion d’un sous-traité d’exploitation. En l’espèce, la métropole fait valoir son droit de priorité à l’État en vue de l’obtention d’une concession de la plage naturelle de la commune de Nice. Par la suite, elle engage la procédure de délégation de service public sur 14 lots, choisie les attributaires de ces contrats conformément à la procédure. Le Tribunal Administratif de Nice annule la procédure de délégation de service public balnéaire engagée par la Métropole Nice Côte d’Azur qui n’était pas encore gestionnaire. Le Conseil d’État annule la décision du Tribunal Administratif.

## Pour aller plus loin... Exemple de l'Algérie
Le système est similaire. L’amélioration du tourisme balnéaire ne peut se faire qu’à travers le respect des principes fondamentaux de l’accès libre et gratuit aux plages. C’est d’ailleurs du fait du non-respect de ce principe et des abus que le gouvernement a entendu interdire les concessions aux opérateurs privés pour l’année 2015. Le domaine public maritime peut faire l’objet de concession, délivrées par les autorités compétentes en contrepartie de redevances, sur la base d’un cahier des charges par appel d’offres.
Dans d’autres États voisins, la privatisation du rivage se fait au détriment des citoyens et au profit des établissements touristiques privés. 

### Lois
Loi de finances du 20 décembre 1872
Loi no 86-2 du 3 janvier 1986 relative à l'aménagement, la protection et la mise en valeur du littoral
Loi no 93-122 du 29 janvier 1993 relative à la prévention de la corruption et à la transparence de la vie économique et des procédures publiques
Loi no 2002-276 du 27 février 2002 relative à la démocratie de proximité

### Décrets
Décret no 2006-608 du 26 mai 2006 relatif aux concessions de plage
Décret no 2011-1612 du 22 novembre 2011 relatif aux première, deuxième, troisième et quatrième parties réglementaires du code général de la propriété des personnes publiques
Décret no 2019-482 du 21 mai 2019 relatif aux aménagements légers autorisés dans les espaces remarquables ou caractéristiques du littoral et des milieux nécessaires au maintien des équilibres biologiques

### Directive
Directive 2006/123/CE – Directive «services»

### Codes
Code de l’urbanisme
Code de l’environnement
Code de la commande publique
Code général de la propriété des personnes publiques
Code général des collectivités territoriales

### Revues
Catherine Bergeal, Les concessions de plage sont des délégations de service public, RFDA 2000. p. 797
Jean-David Dreyfus, La continuité du service public, motif d'intérêt général justifiant à lui seul la prolongation d'une délégation de service public, AJDA 2005. p. 1686
Didier Girard, Concession de plage naturelle, RJE, 2007 no 2 p. 239-244
Seydou Traoré, Le régime juridique des concessions de plage, Juris tourisme 2011, no 132, p. 26
Jean-Pierre Ferrand, La protection de la plage par le droit de l’urbanisme,  La revue juridique de l’environnement 2014/3
Chez Foucart

## Liste des références
1. ↑  « Article L 2111-4 CGPPP », sur www.legifrance.gouv.fr (consulté le 14 février 2022)
2. ↑  « CE, ass, 12 octobre, 1973, Kreitmann », sur www.legifrance.gouv.fr (consulté le 14 février 2022)
3. ↑  « Ordonnance du 31 juillet 1681 de la marine relative à la police des ports, côtes et rivages de la mer (dite ordonnance de Colbert). », sur Légifrance, 4 juillet 2006
4. ↑  « Article L 3111-1 CGPPP », sur www.legifrance.gouv.fr (consulté le 14 février 2022)
5. ↑  « CE, 13 oct 1967, Cazeaux », sur www.legifrance.gouv.fr (consulté le 14 février 2022)
6. 1 2  « Conseil d’Etat, 19 mai 1858, Vernhes, rec. p. 399 — Revue générale du droit », sur www.revuegeneraledudroit.eu (consulté le 14 février 2022)
7. 1 2  « Loi relative à l'aménagement, la protection et la mise en valeur du littoral », sur Ministère de la Cohésion des territoires et des Relations avec les collectivités territoriales (consulté le 14 février 2022)
8. 1 2  « Article L 321-9 Code de l'environnement », sur www.legifrance.gouv.fr (consulté le 14 février 2022)
9. 1 2  « Décret n°2006-608 du 26 Mai 2006 », sur www.legifrance.gouv.fr (consulté le 14 février 2022)
10. 1 2  « Décret n° 2011-1612 du 22 novembre 2011 relatif aux première, deuxième, troisième et quatrième parties réglementaires du code général de la propriété des personnes publiques », sur www.legifrance.gouv.fr (consulté le 14 février 2022)
11. 1 2  (en) « EUR-Lex - l33237 - EN - EUR-Lex », sur eur-lex.europa.eu (consulté le 14 février 2022)
12. 1 2  « Article R 2124-13 CGPPP », sur www.legifrance.gouv.fr (consulté le 14 février 2022)
13. ↑  « Article L 321-9 du Code de l'environnement », sur www.legifrance.gouv.fr (consulté le 14 février 2022)
14. 1 2  « Conseil d’État,  21 juin 2000, n°212100,  SARL Plage “Chez Joseph” et fédération nationale des plages restaurants », sur www.legifrance.gouv.fr (consulté le 14 février 2022)
15. ↑  « article R2124-14 du CGPPP », sur www.legifrance.gouv.fr (consulté le 14 février 2022)
16. 1 2  « CE, Sect., 23 mai 1958, Consorts Amoudruz ▼ », sur www.lex-publica.com (consulté le 14 février 2022)
17. ↑  « Article R 2124-9 CGPPP », sur www.legifrance.gouv.fr (consulté le 14 février 2022)
18. ↑  « Article R 2124-35 CGPPP », sur www.legifrance.gouv.fr (consulté le 14 février 2022)
19. ↑  « Article R 2124-36 CGPPP », sur www.legifrance.gouv.fr (consulté le 14 février 2022)
20. ↑  « CE 8 juin 2005, M. Tomaselli, Commune de Ramatuelle, req. no 255987 », sur www.legifrance.gouv.fr (consulté le 14 février 2022)
21. ↑  « CE 8 juin 2005, M. Tomaselli, Commune de Ramatuelle, req. no 255987 », sur www.legifrance.gouv.fr (consulté le 14 février 2022)
22. ↑  Le Conseil d'État, « Conseil d'État », sur Conseil d'État (consulté le 14 février 2022)
23. ↑  « Décret n° 2019-482 du 21 mai 2019 relatif aux aménagements légers autorisés dans les espaces remarquables ou caractéristiques du littoral et des milieux nécessaires au maintien des équilibres biologiques », sur www.legifrance.gouv.fr (consulté le 14 février 2022)
24. ↑  Catherine Bergeal, « Les concessions de plage sont des délégations de service public », RFDA,‎ 2000 (lire en ligne)
25. ↑  Jean-David Dreyfus, « La continuité du service public, motif d'intérêt général justifiant à lui seul la prolongation d'une délégation de service public », AJDA,‎ 12 septembre 2005 (lire en ligne)
26. ↑  « Sommaire Revue juridique de l'environnement n° 2/2007 », Revue Européenne de Droit de l’Environnement, vol. 11, no 2,‎ 2007, p. 249–250 (lire en ligne, consulté le 14 février 2022)
27. ↑  Seydou Traoré, « Le régime juridique des concessions de plage », Juris Tourisme,‎ 10 juin 2011 (lire en ligne)
28. ↑  Jean-Pierre Ferrand, « La protection de la plage par le droit de l’urbanisme », Revue Juridique de l'Environnement, vol. 39, no 3,‎ 2014, p. 447–463 (ISSN 0397-0299, DOI 10.3406/rjenv.2014.6317, lire en ligne, consulté le 14 février 2022)